# Bloodline (album)
Bloodline – drugi album projektu Recoil.

## Lista utworów
1. „Faith Healer” (śpiew: Douglas Mccarthy, słowa: Alex Harvey i Hugh McKenna)
2. „Electro Blues for Bukka White” (śpiew: Bukka White, w utworze „Shake 'Em On Down”)
3. „The Defector”
4. „Edge To Life” (słowa: Toni Halliday)
5. „Curse” (słowa: R. Hall)
6. „Bloodline” (słowa: Toni Halliday)
7. „Freeze”